# Old Heidelberg (film 1909)
Old Heidelberg è un cortometraggio muto del 1909. Il nome del regista non viene riportato nei credit. È il primo adattamento cinematografico del racconto Karl Heinrich di Wilhelm Meyer-Förster. La storia del principe studente diede poi lo spunto a Meyer-Förster per un lavoro teatrale che prese il titolo Alt Heidelberg (vecchia Heidelberg).

## Produzione
Il film fu prodotto dalla Essanay Film Manufacturing Company.

## Distribuzione
Il film - un cortometraggio di una bobina - uscì nelle sale cinematografiche USA il 28 aprile 1909.